# Campos Gerais (kommun)
Campos Gerais är en kommun i Brasilien.   Den ligger i delstaten Minas Gerais, i den sydöstra delen av landet, 600 km söder om huvudstaden Brasília. Antalet invånare är 27 623.
Följande samhällen finns i Campos Gerais:
- Campos Gerais

Omgivningarna runt Campos Gerais är huvudsakligen savann. Runt Campos Gerais är det ganska glesbefolkat, med 38 invånare per kvadratkilometer.